# Aleksa Šaponjić
Aleksa Šaponjić, cyr. Алекса Шапоњић (ur. 4 czerwca 1992) – serbski piłkarz wodny. Brązowy medalista olimpijski z Londynu.
Igrzyska w Londynie były dla niego pierwszymi igrzyskami olimpijskimi. W Londynie Serbowie w meczu o brązowy medal wygrali z Czarnogórą.